# Gerhart Schürch
Gerhart Schürch (* 23. März 1910 in Biel; † 28. August 1994 in Bern) war ein Schweizer Politiker (FDP).

## Biografie
Schürch studierte Rechtswissenschaft an der Universität Bern, wurde 1933 Fürsprecher und promovierte 1936 zum Dr. iur. Ab 1934 arbeitete er im Auslandschweizersekretariat der Neuen Helvetischen Gesellschaft mit. 1940 gehörte Schürch als Generalstabsoffizier der sogenannten «Offiziersverschwörung für unbedingten Widerstand» an. Von 1941 bis 1944 war er Jugendanwalt des Berner Oberlands und von 1944 bis 1962 selbständiger Anwalt.
Er reiste 1947 und 1949 für die Schweizer Spende an die Kriegsgeschädigten in die Tschechoslowakei und 1968 für das Internationale Rote Kreuz nach Nigeria.
1960 wurde Schürch als Mitglied der Freisinnig-Demokratischen Partei in den Berner Stadtrat gewählt. Von 1962 bis 1971 war er Berner Grossrat und von 1962 bis 1975 (im) Stadtberner Gemeinderat, wo er Finanzdirektor sowie (auch einmal?) Vizepräsident war.
Von 1971 bis 1979 war er Nationalrat und zwei Jahre lang Präsident der Kommission für auswärtige Angelegenheiten; von 1976 bis 1980 war er zudem Mitglied der parlamentarischen Delegation im Europarat. Schürch gehörte der Eidgenössischen Gemeinschaft sowie der Berner Vereinigung für soziale Politik an.
Schürch war zudem Oberst der Schweizer Armee.
Sein Vater war der langjährige Chefredaktor der Tageszeitung Der Bund Ernst Schürch.

## Zitat
«Wenn die Kirche grundsätzlich redet, wenn sie auf tiefer Ebene als der alltäglichen die politisierenden Menschen vor Entscheidungen stellt, denen sie nicht mehr ausweichen können, dann wird sie ganz ohne weitere Zutat und ohne äußerliche Betriebsamkeit zum echten, stetigen Ärgernis der Politik: zur unüberhörbaren Mahnung, treu zu sein und getrost, unverzagt und in beharrlicher Erwartung des Herrn zu handeln.»